# Вака (каное)

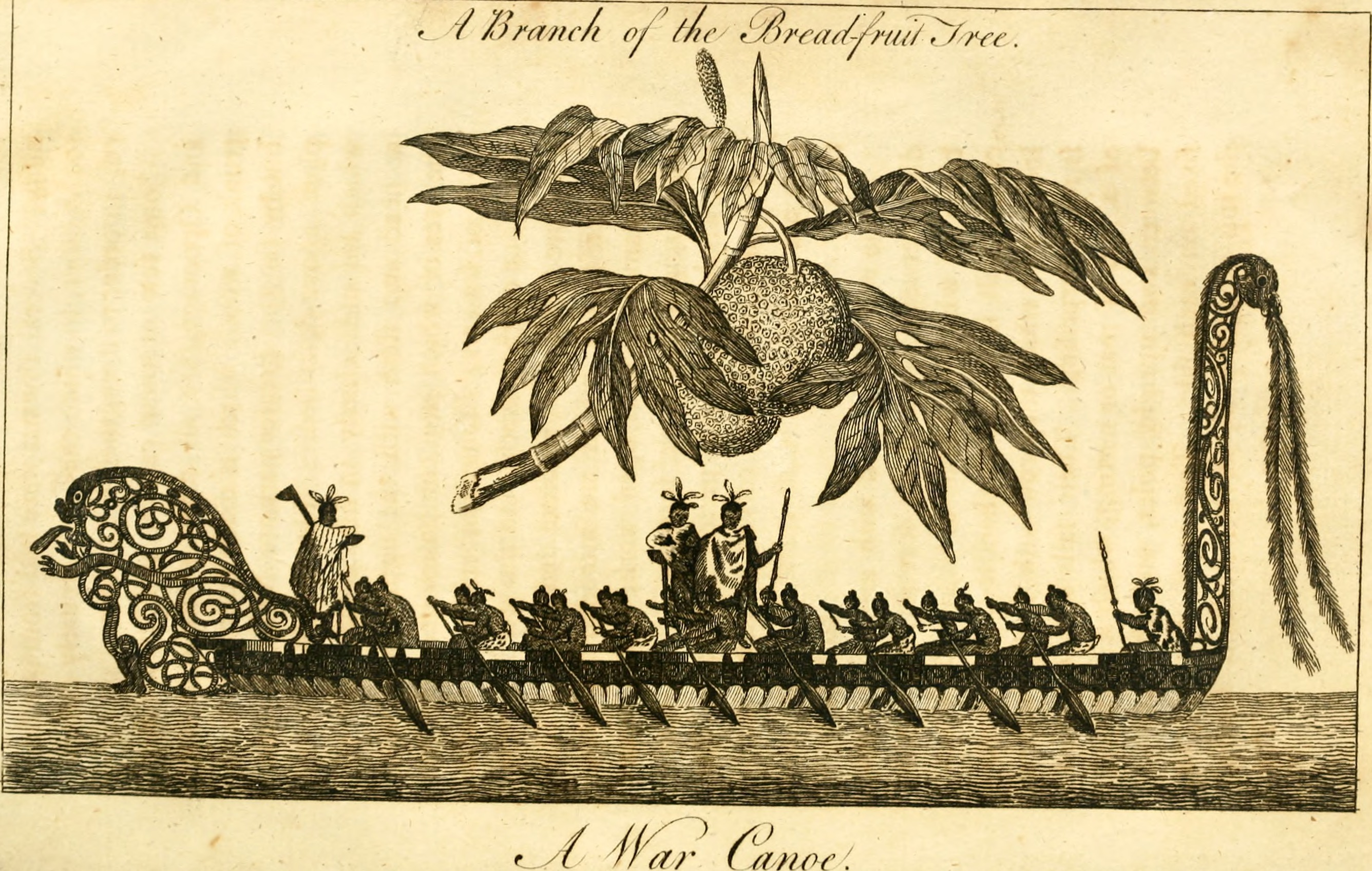
Вака. Рис. учасника другої навколосвітньої експедиції Дж. Кука, 1773 р.

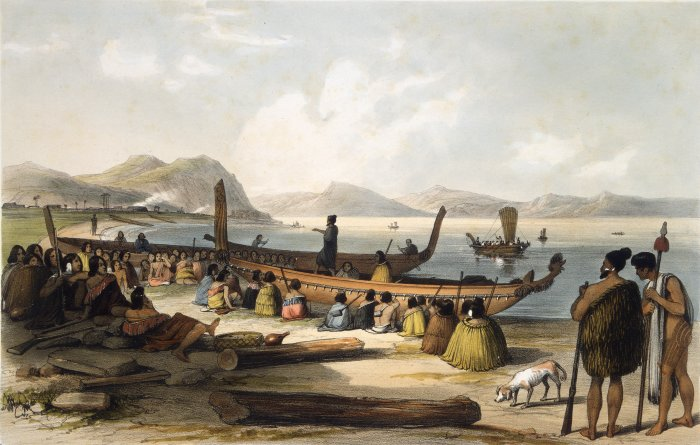
Вака-тауа. Рис. Августа Ерла, 1838 р.

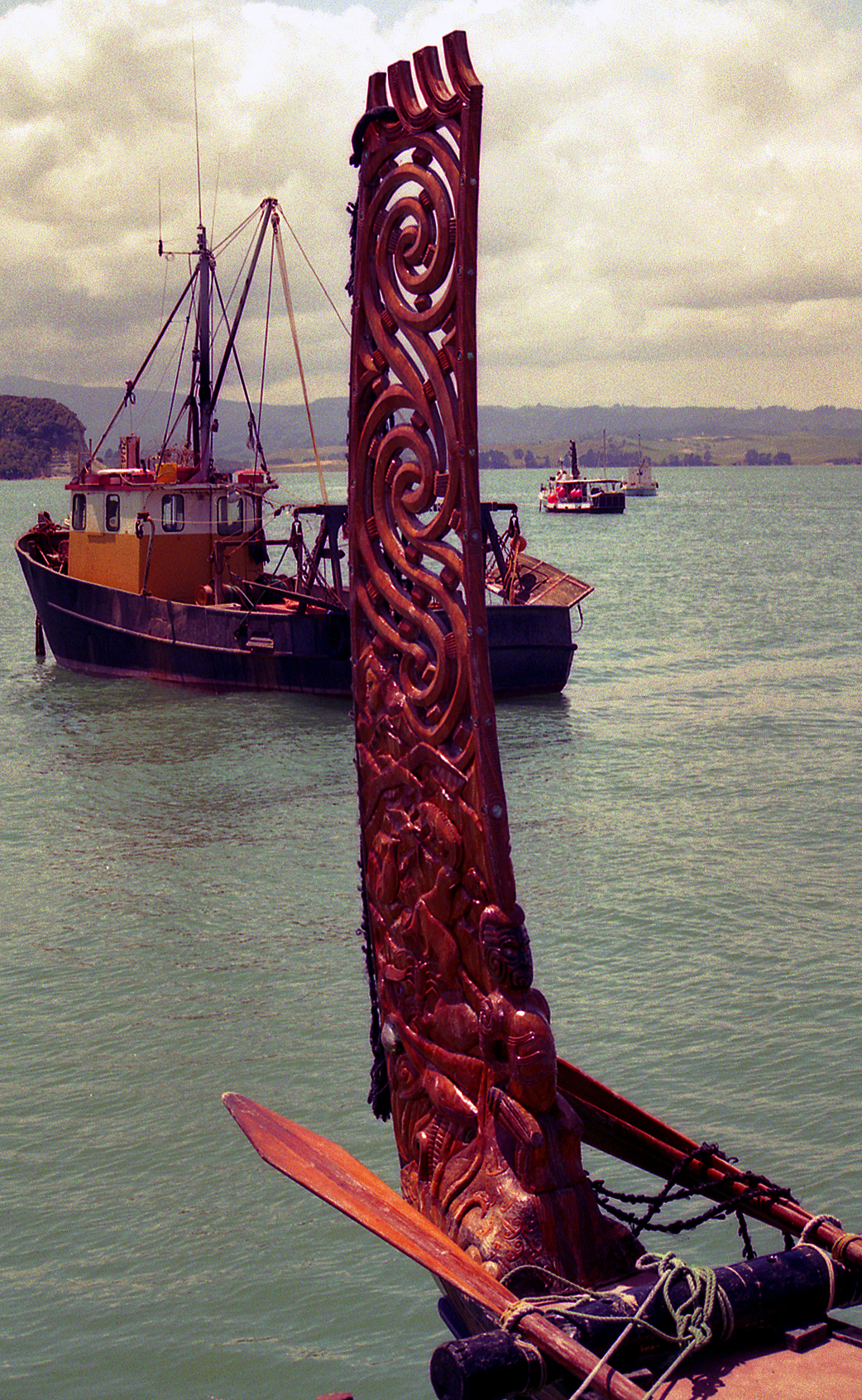
Ахтерштевень.

Вака (маор. waka) — тип каное, в минулому розповсюджений серед представників новозеландського народу маорі.

## Роль в культурі
Вака займає важливу роль в історії і культурі маорі. Згідно з уявленнями цього полінезійського народу, саме на таких каное в Нову Зеландію прибули їхні предки з міфічної прабатьківщини Гаваїкі. Як наслідок, кожне маорійське плем'я, або іві, ідентифікує себе з конкретною вака, на якій припливли їхні прабатьки..

## Різновиди
Новозеландська вака мала ряд відмінностей, наприклад маорійські каное являли собою переважно однокорпусні судна, які відрізнялися розмірами, формою і призначенням. Завдяки великій кількості деревини на островах, каное споруджувалися з піднятим верхнім поясом (обшивкою від носа до корми), прикріпленим до планширів.
За даними новозеландського історика Те Рангі Хіроа (Пітера Бака), довжина маорійських каное становила від 60 до 80 футів, але зустрічалися і більше 100 футів. Легендарне судно «Таїнуї», на якому, за переказами, прибули до Нової Зеландії предки сучасних маорі, судячи зі збережених на узбережжі затоки Каухіа кам'яних підпор, мало довжину близько 70 футів, тобто понад 20 м.
Норвезький учений і мандрівник Тур Хеєрдал вбачав певну схожість в конструкції новозеландських вака і каное індіанців Північно-західного узбережжя Тихого океану, відзначаючи також давнє використання останніми двокорпусних суден.
Залежно від функцій виділялося кілька різновидів ваки:
Вака-тауа (маор. waka taua) — каное переважно військового призначення, довжина яких коливалася від 9 до 30 м і на борту яких могло перебувати до 100 осіб. Цей вид каное найбільше прикрашався різними орнаментами і різьбленням. Процес його виготовлення був дуже тривалим. Маорі ретельно підходили до вибору дерева, яке йшло під будівництво каное: бралися до уваги його місце розташування, місце, куди воно впаде, процес його переміщення; крім того, проводилися особливі церемонії, щоб не розлютити бога Тане. Оскільки на вака-тауа переважно відправляли воїнів у місце битви, цей вид каное також іноді використовувався в для перевезення тіл людей, загиблих у боях.
Вака-тете (маор. waka tētē) або вака-пакоко (маор. waka pakoko) — різновид ваки, багато в чому схожий з вака-тауа, але менших розмірів. Виконувала найрізноманітніші функції: використовувалася для перевезення речей, продуктів і людей по річках і прибережних морських водах.
Вака-тиваї (маор. waka tīwai) або вака-копапа (маор. waka kōpapa) — найбільш поширений різновид ваки. Являла собою невелике, неприкрашене (без різьблення) каное, яке використовували для рибальства та плавання по річках.
Мокіхі (маор. mōkihi) — різновид ваки, поширений серед племен маорі, що проживали на східному узбережжі острова Північний, а також на острові Південний.
Серед представників корінного народу архіпелагу Чатем, моріорі, виділялися чотири типи ваки, які являли собою, зважаючи на дефіцит деревини, швидше плоти, ніж каное:
Вака-пухара (маор. waka pūhara) або корарі (маор. kōrari) мала два кола і плоске дно. Ахтерштевень прикрашався різьбленням.
Вака-риму (маор. waka rimu) була схожою з вака-пухара, однак боки і дно човна були покриті волокном висушених водоростей.
Вака-пахі (маор. waka pahī) — вака, що використовувалась для плавання до віддалених островів.
Вака-ра (маор. waka rā).